# Ernest Goüin
Ernest Alexandre Goüin (vagy Gouin, magyarosan: Gouin Ernő, Tours, 1815. július 22. – Párizs, Île-de-France, 1885. március 24.) francia mérnök és hídtervező.

## Pályafutása
1839 és 1845 között mérnökként dolgozott a versailles-i és a Saint-Germain-en-Laye-i vasúttársaságoknál. 1846-ban alapította az Ernest Goüin & Cie. társaságot, mely 1871-től Société de Construction des Batignolles néven működött tovább (ma Spie Batignolles). Ez az iroda tervezte a budapesti Margit hidat valamint a Párizs 8. kerületében álló Rue du Rocher hidat. Halála előtt Goüin a Párizsi Kereskedelmi Kamara elnöke, és egyben a fővárosi tanács tagja is volt. Róla nevezték el a clichyi Goüin kórházat, valamint egyike azon 72 tudósnak, akiknek neve szerepel az Eiffel-torony négy homlokzatán.